# CoCoDakara
株式会社CoCoDakara（ここだから）は、東京都港区に本社を置くパーソナルトレーニングサービスの提供を中心とする日本の企業である。

## 沿革
- 2021年（令和3年）
  - 06月 - 株式会社CoCoDakara設立。
  - 12月 - パーソナルトレーニングジム CoCoDakara Body Design 開業

## 本社・生産拠点
- 本社 - 東京都港区